# Solução baseada na natureza

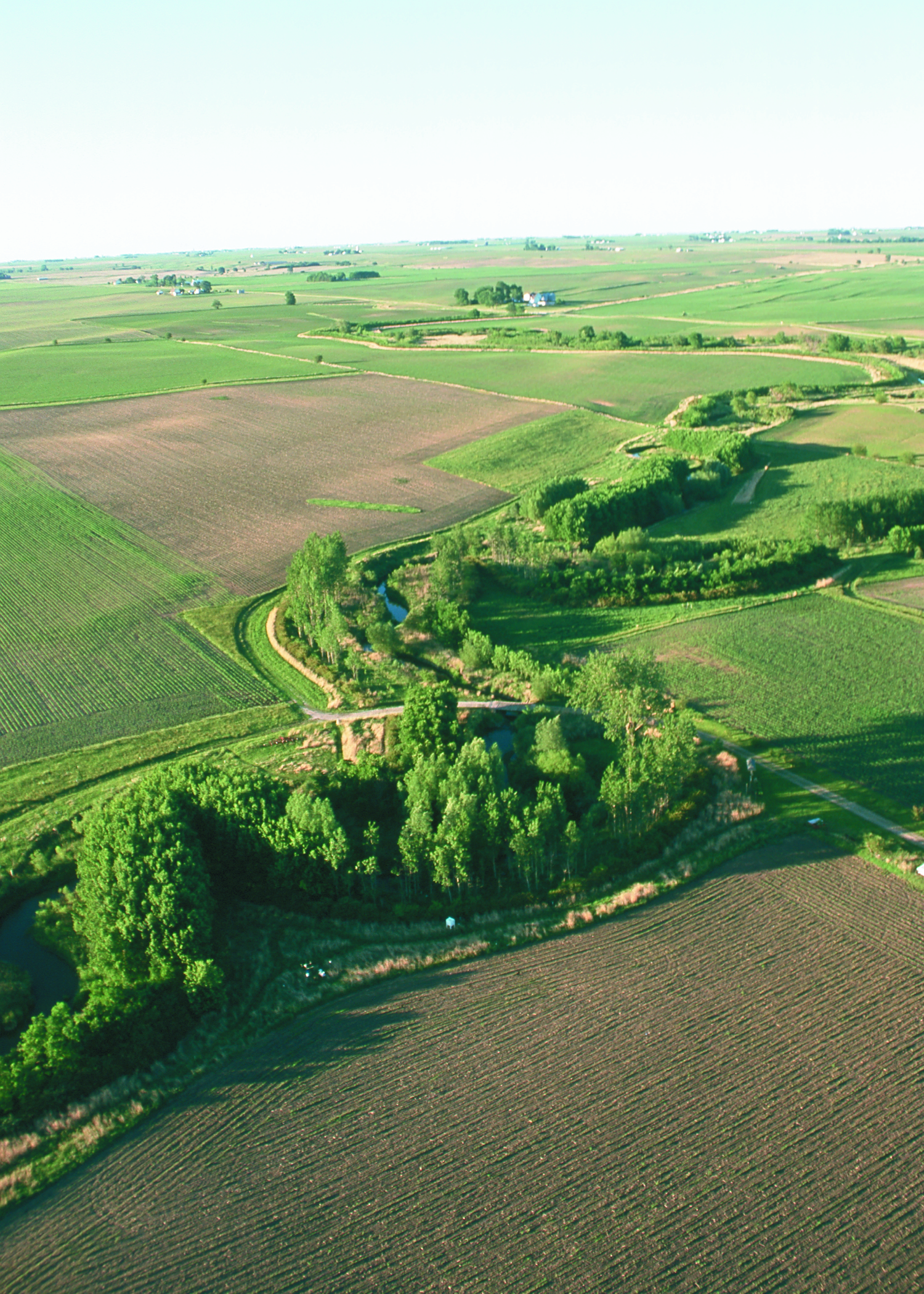
Várias filas de árvores e arbustos, assim como faixas de ervas nativas, funcionam em conjunto como um tampão ripário para proteger Bear Creek County, Iowa, Estados Unidos.

Soluções baseadas na natureza (SBN) são aquelas que levam à gestão e uso sustentável de recursos e processos naturais para enfrentar os desafios sócio-ambientais. Estes desafios incluem questões como mudança climática, segurança hídrica, poluição da água, segurança alimentar, saúde humana, perda de biodiversidade e gestão de risco de desastres.
A definição de SBN da Comissão Europeia afirma que essas soluções são "inspiradas e apoiadas pela natureza, que são económicas, fornecem simultaneamente benefícios ambientais, sociais e económicos e ajudam a criar resiliência. Tais soluções trazem mais (e mais diversa)  natureza e processos naturais para cidades, paisagens terrestres e marinhas, por meio de intervenções sistémicas e eficientes em termos de recursos e localmente adaptadas". Em 2020, a definição da CE foi atualizada para enfatizar ainda mais que “as soluções baseadas na natureza devem beneficiar a biodiversidade e apoiar a prestação de uma série de serviços de ecossistema”. Por meio do uso de SBN, ecossistemas saudáveis, resilientes e diversos (sejam naturais, geridos ou recém-criados) podem fornecer soluções para o benefício das sociedades e da biodiversidade em geral. Os projetos de investigação e inovação em SBN financiados pelo Programa-Quadro da UE são obrigados a responder a esta definição.
A Nature-based Solutions Initiative, por sua vez, define SBN como "ações que trabalham com e aprimoram a natureza para ajudar as pessoas a se adaptarem a mudanças e desastres".
Por exemplo, o restauro e/ou proteção de mangais ao longo da costa utiliza uma solução baseada na Natureza para atingir vários objetivos. Os mangais moderam o impacto das ondas e do vento nas povoações ou cidades costeiras e sequestram CO2. Também proporcionam zonas de berçário para a vida marinha que podem ser a base para a sustentabilidade da pesca da qual as populações locais podem depender. Além disso, as florestas de mangais podem ajudar a controlar a erosão costeira resultante da subida do nível do mar . Da mesma forma, os telhados ou paredes verdes são soluções baseadas na natureza que podem ser implementadas nas cidades para moderar o impacto das altas temperaturas, capturar águas pluviais, reduzir a poluição e funcionar como sumidouros de carbono, ao mesmo tempo que aumentam a biodiversidade.